# Francis Vermaelen
Francis Vermaelen (* 5. August 1960 in Löwen) ist ein ehemaliger belgischer Radrennfahrer.

## Sportliche Laufbahn
Vermaelen war im Straßenradsport aktiv. Er gewann eine Etappe der Tour du Brabant und wurde bei Paris–Troyes 1981 hinter Jozef Lieckens Zweiter. In seiner Heimat gewann er eine Reihe von Eintagesrennen und Kriterien bis zu seinem Übertritt zu den Profis. 1982 war seine erfolgreichste Saison. Er gewann die nationale Meisterschaft im Straßenrennen der Amateure vor Rudy Rogiers. Bei den Straßenradsport-Weltmeisterschaften gewann er im Amateurrennen hinter Bernd Drogan die Silbermedaille.
Von 1983 bis 1985 war er Berufsfahrer. 1983 gewann er eine Etappe in der Vuelta a las Tres Provincias. In der Vuelta a España 1984 war er ausgeschieden. Nach einem Trainingsunfall beendete er seine Karriere 1985 vorzeitig.